# Funció d'error
En matemàtiques, la funció d'error (també anomenada funció d'error de Gauss), sovint denotada per erf, és una funció complexa d'una variable complexa definida com:
{\displaystyle \operatorname {erf} z={\frac {2}{\sqrt {\pi }}}\int _{0}^{z}e^{-t^{2}}\,\mathrm {d} t.}
Aquesta integral és una funció sigmoide especial (no elemental) que apareix sovint en equacions de probabilitat, estadístiques i en derivades parcials. En moltes d'aquestes aplicacions, l'argument de la funció és un nombre real. Si l'argument de la funció és real, llavors el valor de la funció també és real.
En estadística, per a valors no negatius de x, la funció d'error té la següent interpretació: per a una variable aleatòria Y que té una distribució normal amb una mitjana μ igual a 0 i una desviació estàndard σ igual a {\displaystyle 1/{\sqrt {2}}}, erf(x) és la probabilitat que Y caigui en el rang [−x, x].

Gràfic de la funció d'error Erf(z) en el pla complex de -2-2i a 2+2i amb colors creats amb la funció de Mathematica 13.1 ComplexPlot3D.

Dues funcions estretament relacionades són la funció d'error complementària (erfc) definida com
{\displaystyle \operatorname {erfc} z=1-\operatorname {erf} z,}
i la funció d'error imaginari (erfi) definida com
{\displaystyle \operatorname {erfi} z=-i\operatorname {erf} iz,}
on i és la unitat imaginària.
El nom "funció d'error" i la seva abreviatura erf van ser proposats per JWL Glaisher l'any 1871 a causa de la seva connexió amb "la teoria de la probabilitat, i sobretot la teoria dels errors". El complement de la funció d'error també va ser discutit per Glaisher en una publicació separada el mateix any. Per a la "llei de la facilitat" dels errors la densitat dels quals ve donada per
{\displaystyle f(x)=\left({\frac {c}{\pi }}\right)^{\frac {1}{2}}e^{-cx^{2}}}

## Aplicacions
Quan els resultats d'una sèrie de mesures es descriuen mitjançant una distribució normal amb desviació estàndard σ i valor esperat 0, llavors {\displaystyle erf(a/\sigma /{\sqrt {2}})} és la probabilitat que l'error d'una sola mesura estigui entre −a i +a, per a a positiva. Això és útil, per exemple, per determinar la taxa d'error de bits d'un sistema de comunicació digital.